# Clé à filtre à huile
Pour les articles homonymes, voir Clé.

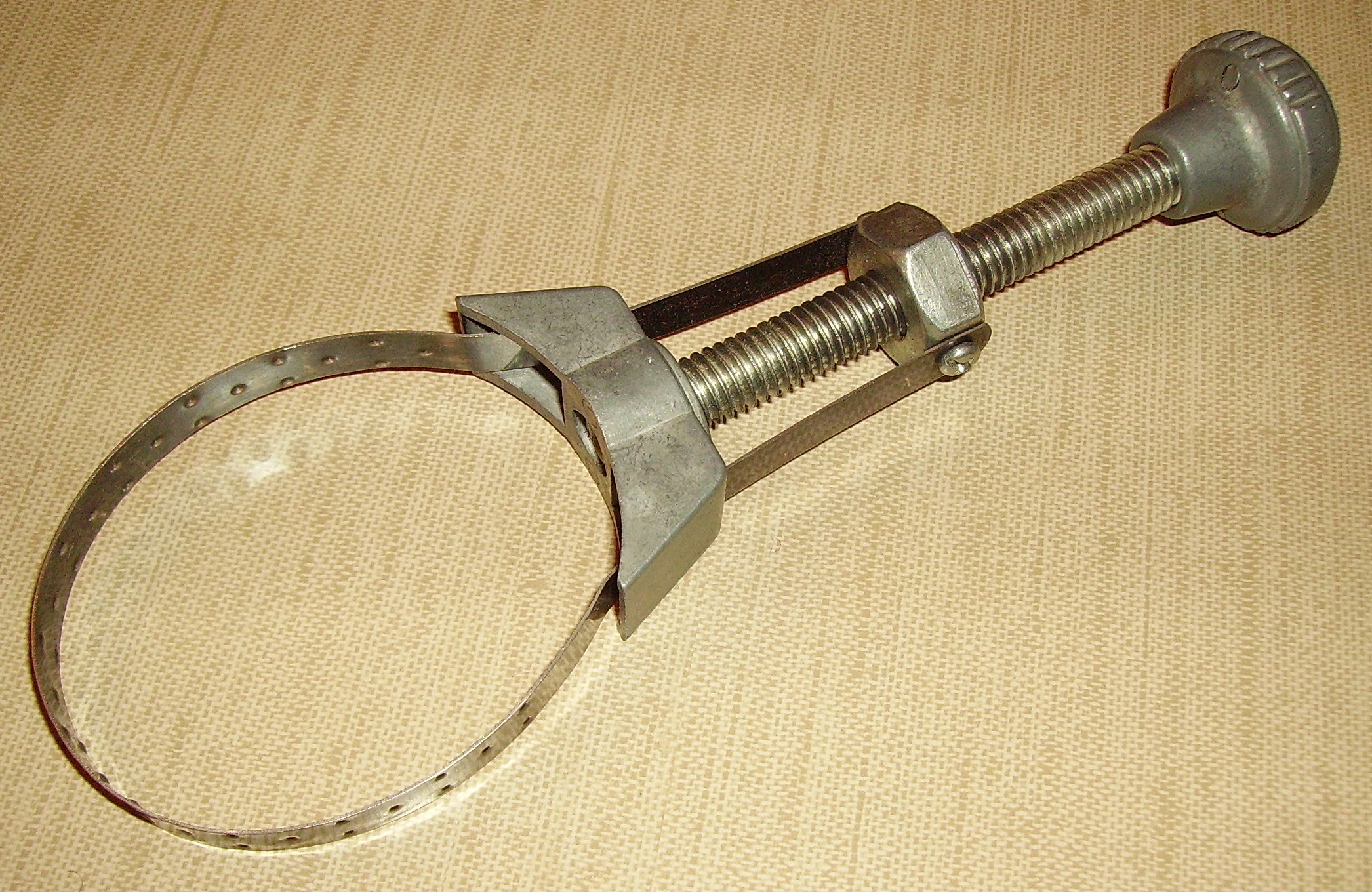
Clé à filtre à huile classique, à sangle antidérapante réglable.

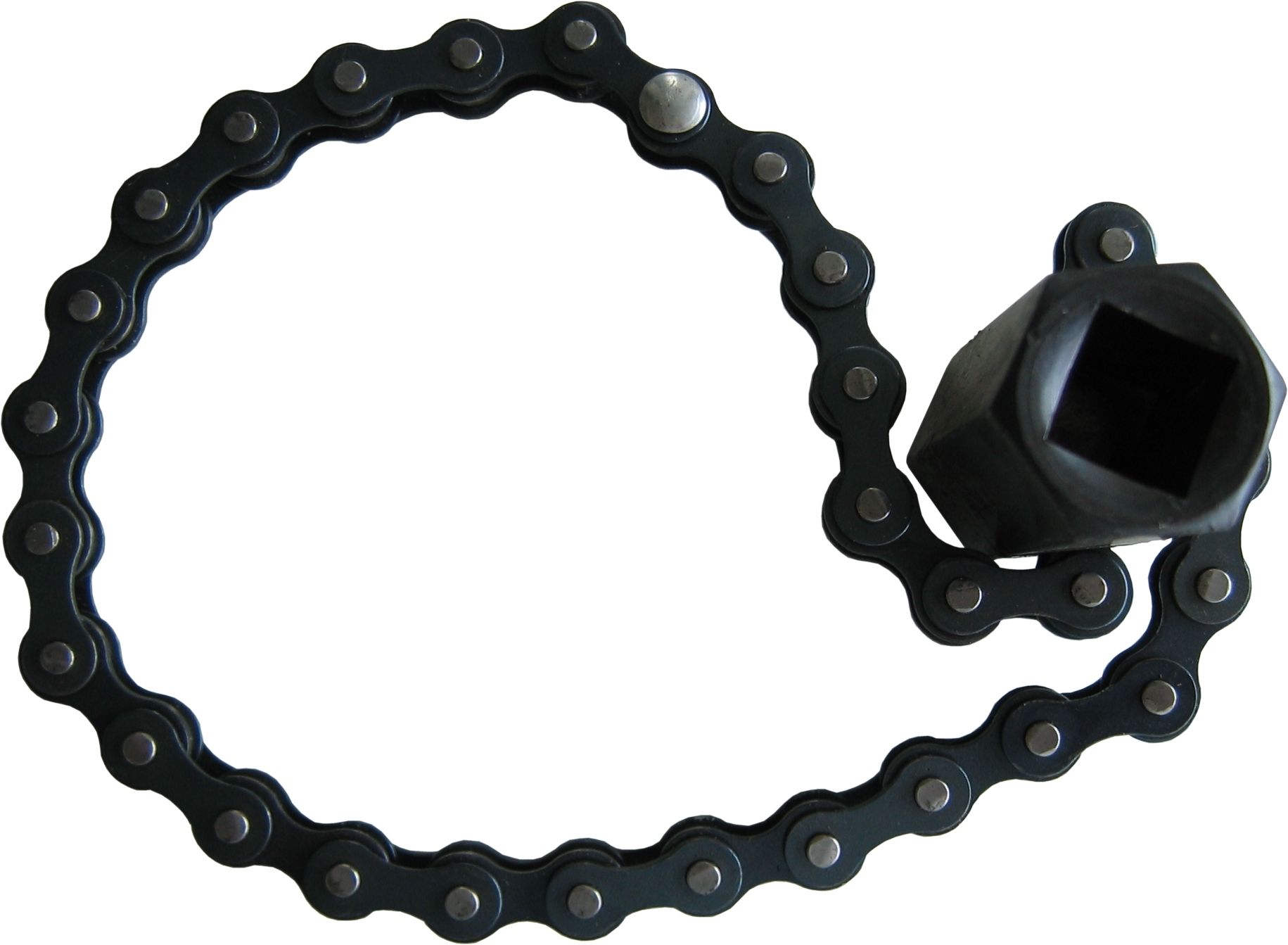
Clé à filtre à huile à chaîne réglable.

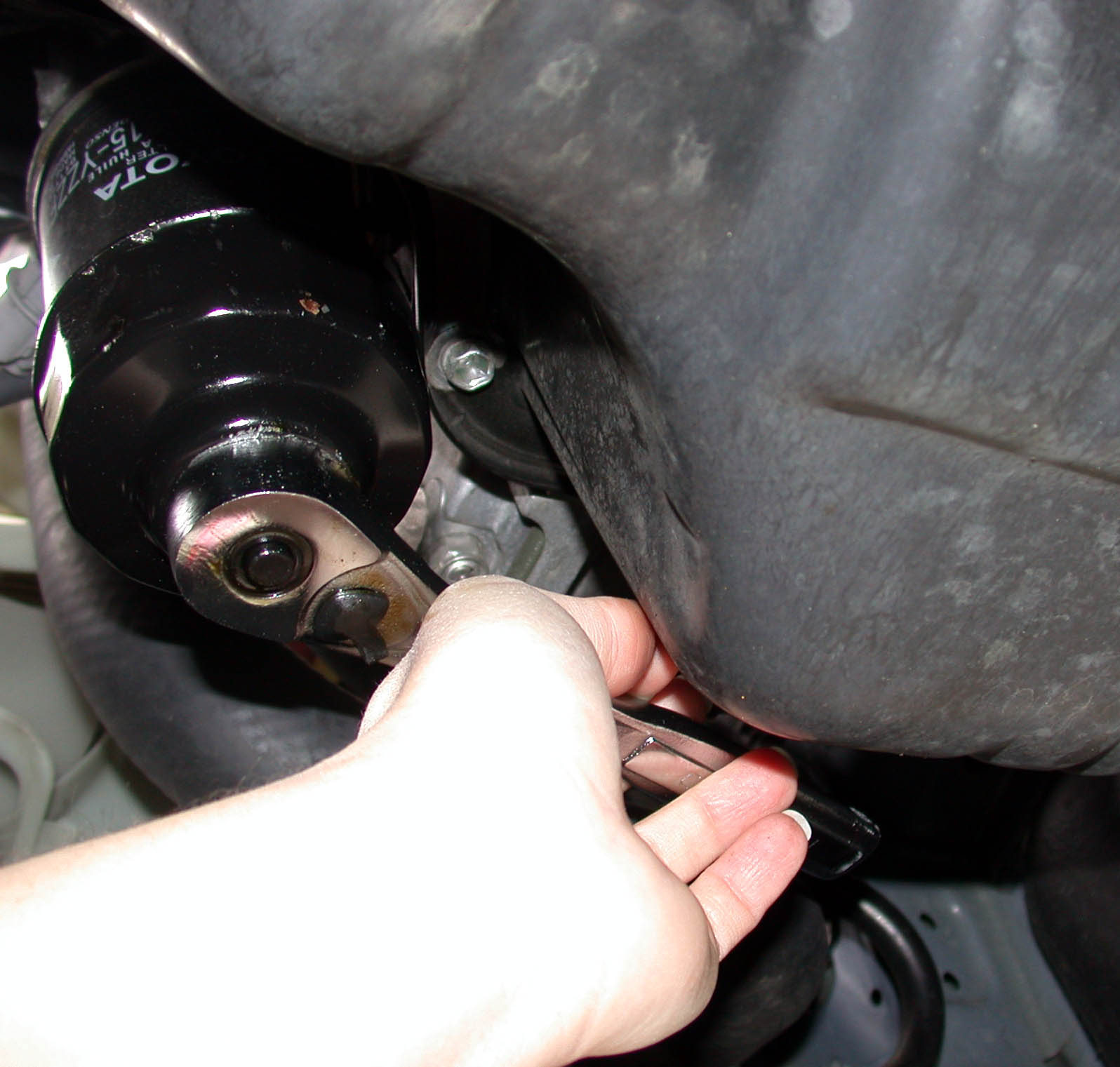
Clé à filtre à huile spécifique.

Une clé à filtre à huile moteur est un outil qui permet de desserrer un filtre à huile, principalement de moteur à explosion de véhicule automobile.

## Typologie
Dans ce cas principal, on distingue :
- les clés à boucle (qui sera placée autour du « filtre à huile »[1]) de sangle métallique réglable au moyen d'une poignée. La surface interne de la sangle présente en général des petites pointes métalliques antidérapantes (meilleur grip) ;
- les clés à boucle de chaîne réglable ;
- les clés de filtre à huile spécifiques ;
- etc.

De même, il existe des clés spécifiques à bouchons de vidange d'huile moteur.

## Pose du filtre à huile moteur et niveau d'huile
Sa fixation comprend plusieurs étapes :
- après une vidange d'huile moteur complète, nettoyer sur le moteur, avec un chiffon propre, la surface de contact circulaire du filtre à huile ;
- déballer le filtre à huile et lubrifier la surface du joint d'étanchéité avec de l'huile moteur (afin de limiter l'effet de collage du joint au prochain démontage) ;
- visser à la main le filtre à huile sur le carter d'huile ou sur le bloc-moteur, jusqu'au contact ;
- au moyen d'une clé de filtre appropriée, serrer convenablement le filtre à huile ;
- visser le(s) bouchon(s) de vidange ;
- faire le niveau d'huile du moteur ;
- mettre le moteur en fonctionnement ;
- vérifier l'absence de fuite au niveau du filtre à huile ;
- arrêter le moteur ;
- contrôler à nouveau le niveau de l'huile moteur.

## Cas particulier de certaines motos
Pour certaines motos, le filtre à huile moteur est interne (placé dans le carter d'huile) et fixé au moyen d'un couvercle métallique perforé et d'une longue vis traversant le filtre ; la fixation du filtre à huile se fait par exemple au moyen d'une clé à œil de 17 mm.